# Gouvernement de Siedlce
1867–1912
Entités précédentes :
- gouvernements de Lublin et Varsovie

Entités suivantes :
- gouvernements de Lublin, Łomża et Chełm

Le gouvernement de Siedlce (en russe : Седлецкая губерния, en polonais : Gubernia siedlecka) est une division administrative de l’Empire russe, située dans le royaume de Pologne, avec pour capitale la ville de Siedlce. Créé en 1867 à partir de quatre ouïezds du gouvernement de Lublin et une partie de l'ouïezd de Stanislavl du gouvernement de Varsovie, le gouvernement de Siedlce est supprimé en 1912 et ses territoires répartis entre les gouvernements de Lublin, Łomża et Chełm.

## Subdivisions administratives
Au début du XXe siècle le gouvernement de Radom était divisé en neuf ouïezds : Biała Podlaska, Węgrów, Włodawa, Garwolin, Janów Podlaski, Łuków, Radzyń Podlaski, Siedlce, et Sokołów Podlaski.

## Population
En 1897 la population du gouvernement était de 772 146 habitants, dont 66,1 % de Polonais, 13,9 % d'Ukrainiens, 8,5 % de Juifs, 2,5 % de Russes et 1,5 % d'Allemands.